# Stan Polley
Stanley Herbert Polley (7 de abril de 1922 — 20 de julho de 2009) foi um empresário de músicos da década de 1960 e 1970. Seus clientes incluem a banda de rock Badfinger, o músico Al Kooper, o cantor Lou Christie, o cantor e produtor Hank Medress, o arranjador Charles Calello, o compositor Sandy Linzer, o DJ Bob Lewis, entre outros. 